# 不標準情人
是一部於2014年上映的韓國愛情電影，由電影《与犯罪的战争：坏家伙的全盛时代》《新世界》的副導演韓東旭執導，並由黃晸玟與韓惠軫主演。電影講述了一個黑幫老大第一次也是最後一次墜入愛河的故事。2021年被臺灣翻拍電影《當男人戀愛時》，同年10月29日中國大陸推出翻拍版《東北戀哥》。2024年4月25日，泰国翻拍同名电影正式上映。

## 演員陣容

### 主要人物
- 黃晸玟 飾演 泰日
- 韓惠軫 飾演 好靜

### 其他人物
- 南一祐 飾演 泰日的父親
- 郭到元 飾演 永日
- 鄭滿植 飾演 斗哲
- 金惠恩 飾演 美英
- 姜旻兒 飾演 松芝
- 金洪發 飾演 保健院朴氏
- 金秉玉 飾演 牧師
- 南文哲 飾演 趙刑警
- 崔宇里 飾演 酒家女美善
- 孫世彬 飾演 水協的同事慧京
- 朴智焕 飾演 金牙
- 金瑞沅 飾演 斗哲同夥西裝男子
- 郭振碩 飾演 斗哲同夥燙髮男子
- 朴赫民 飾演 斗哲同夥大塊頭
- 金鍾洙 飾演 監獄保安科長
- 朴相勳（박상훈） 飾演 水協劉相勳代理
- 李彩恩 飾演 斗哲公司的經理
- 閔慶玉（민경옥） 飾演 好靜的房東
- 金泰鄉（김태향） 飾演 巡警
- 郑熙泰 飾演 泰日的醫生1
- 權赫洙 飾演 泰日的醫生2
- 洪智英 飾演 服務台的護士
- 孫炳旭 飾演 院務科職員
- 楊熙明（양희명） 飾演 119急救隊員
- 郭惠珍（곽혜진） 飾演 斗哲的女人
- 韓東旭（한동욱） 飾演 中餐館廚師
- 崔濟憲 飾演 賭場一夥人
- 曹和成（조화성） 飾演 賭徒

### 友情出演
- 朴誠雄 飾演 理髮店的流氓
- 朴娜琳 飾演 電台DJ的聲音

## 外部連結
- Daum上《不標準情人》的資料

- 韩国电影数据库（KMDb）上《不標準情人》的資料
- 互联网电影数据库（IMDb）上《不標準情人》的资料（英文）
- 豆瓣电影上《不標準情人》的資料 （简体中文）
- Yahoo奇摩電影上《不標準情人》的資料（繁體中文）
- 開眼電影網上《不標準情人》的資料（繁體中文）
- 《不標準情人》在HanCinema的页面（英文）
- Box Office Mojo上《不標準情人》的资料（英文）
- 爛番茄上《不標準情人》的資料（英文）